# 今夜もBREAK OUT ラジオバカナリヤ
今夜もBREAK OUT ラジオバカナリヤ（こんやもブレイクアウト ラジオバカナリヤ）は文化放送のラジオ番組。1989年10月9日から1990年10月5日まで放送。通称はラジバカ。

## 概要
当番組の放送当時は『三宅裕司のいかすバンド天国』（TBSテレビ）が社会現象となり、バンドブームが最高潮に達していた。それに呼応する様にバンド、ロックに重点を置いた当番組がスタートした。当番組のセールスポイントはロックを中心とした音楽情報とゲストとして訪れるロック ミュージシャンの多さ。テレビなどにあまり出ないミュージシャンが来ることがあった。
「バカナリヤ」のタイトルに合わせて、スタジオ内でカナリアを飼っていた。

## タイムテーブル
- 21:40：オープニング
- 21:45：ヘッドロックス
- 22:00：☆JUN SKY WALKER(S)のTeen'sストリートGIG
- 22:10：ROCK'N ROLL NEWS SHOW
- 22:20：ROCKIN' STREET
- 22:50：トラブル バスター （リスナーの悩み相談を出演者やゲストと共に聞いて考えるコーナー。シビアな相談が多かった）
- 23:00：☆From C Side（パーソナリティ：徳永英明、太田英明。NRN系 全国33局ネット）
- 23:30：スポーツ ニュース
- 23:35：ジャンピングワールド クイズ（海外旅行が当たるクイズ コーナー）
- 23:45：☆UNICORN参上!!
- 24:00：☆今夜もフリー&フリー 吉田美和のWhat's Up!（1989年10月 - 1990年3月）
☆今夜もフリー&フリー 相原勇のBE BOP YOU（1990年4月 - 1990年9月）
- 24:15：ミッドナイト ジャンクション

- （☆はコーナー番組(箱番組)）

## 野球中継との兼ね合い
文化放送は1982年4月、『ライオンズナイター』で平日の野球中継に参入。1985年にリニューアル後は21:30までで中継を打ち切り、夜ワイド番組は定時スタートしていた。1989年10月改編でスタートした当番組が翌1990年4月改編を迎えた際、文化放送の夜ワイド史上初めてとなる放送開始時間の繰り下げによる野球中継の延長が実現した。

『Teen'sストリートGIG』が22時スタートで放送時間を変更できなかったこと。フロート番組としては大きな30分の枠を持ち、『てるてるワイド』時代の『青春キャンパス』から続く花王 一社提供枠を始めとする後続のコーナー番組のスポンサーとの調整に手間取ったこと。当時はプロ野球パシフィック・リーグの試合時間が延長12回以内かつ試合開始後4時間を超えて、新たなイニングに入らないというルールだったため、22時までに大概の試合終了の目途が立ったという理由で延長を行った場合でも野球中継を21:50で打ち切り、当番組をスタートした。
後番組『キッチュ! 夜マゲドンの奇蹟』は打ち切り時間を22時まで延ばしたが、花王は23時台の30分枠 単独提供を継続。1991年10月改編で終了した『MOONLIGHT 抱きしめて!!』を最後に花王がスポンサーを降板。廃枠となるまで続いた。

22時以降、試合終了までの放送ができる様になるのは、夜マゲの後番組『サスケの夜はこんびんば!』からとなる。

## パーソナリティ
- 月 - 木曜:太田英明（文化放送アナウンサー）
- 金曜:三戸華之介（現：水戸華之介、アンジー）

### アシスタント
- 月曜:アンナ・バナナ（1989年10月 - 1990年3月）
- 月曜:倉本ひとみ（Han-na）（1990年4月 - 1990年9月）
- 火曜:高橋佐代子（ZELDA）
- 水曜:村井麻里子（1989年10月 - 1990年3月）
- 水曜:戸川京子（1990年4月 - 1990年9月）
- 木曜:大野美樹（PASSENGERS）
- 金曜:相原勇（1989年10月 - 1990年3月）
- 金曜:相沢友子（1990年4月 - 1990年9月）